# Orthocis platensis
Orthocis platensis là một loài bọ cánh cứng trong họ Ciidae. Loài này được Brèthes miêu tả khoa học năm 1922.